# Nhân thần kinh sọ
Nhân thần kinh sọ là một tập hợp các neuron (chất xám) ở trong thân não liên kết với một hay nhiều dây thần kinh sọ. Các sợi trục (mang tín hiệu đến và đi khỏi các dây thần kinh sọ) tạo synapse đầu tiên tại những nhân này. Tổn thương tại các nhân này cho hậu quả tương tự như đứt dây thần kinh xuất phát từ nhân đó.

## Hình ảnh tham khảo

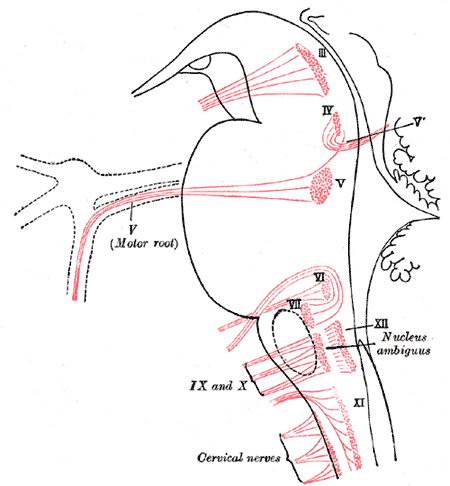
Các nhân nguyên ủy của các dây thần kinh sọ vận động biểu diễn trên giản đồ; góc nhìn bên.
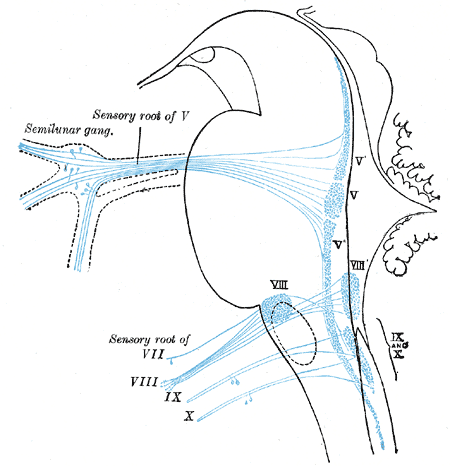
Các nhân tận chính của dây thần kinh sọ hướng tâm (cảm giác) trên giản đồ; góc nhìn bên.
Lát cắt đứng dọc thân não